# Europameisterschaften im Dressurreiten 2011
Die Europameisterschaften im Dressurreiten 2011 fanden vom 17. August bis 21. August 2011 in Rotterdam statt.
Es handelte sich hierbei um die 25. Europameisterschaft im Dressurreiten, zum 24. Mal wurden neben Einzelmedaillen auch Medaillen in der Mannschaftswertung vergeben.

## Organisation

### Vorbereitung
Bei der FEI-Generalversammlung 2008 in Buenos Aires wurde beschlossen, die Europameisterschaften im Dressurreiten des Jahres 2011 an die Niederlande zu vergeben. Als Austragungsort hierfür hatte sich Rotterdam beworben.
Es war erst das zweite Mal – nach Arnheim 1999 – dass in den Niederlanden die Dressur-Europameisterschaft durchgeführt wurde.

### Durchführung, Austragungsort, Medien
Die Europameisterschaften wurden am Mittwoch, den 17. August 2011, am späten Nachmittag eröffnet. Das sportliche Programm begann bereits am Morgen dieses Tages und umfasste neben den Wettbewerben der Europameisterschaft auch ein internationales Dressurturnier für Reiter bis 25 Jahre sowie nationale Dressurprüfungen.
Den Abschluss der Veranstaltung bildete am Sonntag (21. August 2011) eine kurze Abschlussfeier, die ab 16:45 Uhr stattfand. Bereits am Mittwoch danach findet das sportliche Programm am Austragungsort der Europameisterschaften eine Fortsetzung – mit dem im Vergleich zu den Vorjahren zeitlich verschobenen CHIO Rotterdam. Dessen Programm kam in diesem Jahr jedoch ohne Dressurprüfungen aus.
Das Turnier wurde im Rotterdamer Ortsteil Kralingen, auf dem CHIO-Gelände zwischen dem Kralingseweg und dem Park Kralingse Bos, ausgetragen.
Im deutschsprachigen Fernsehen wurden Teile der Europameisterschaften von der ARD übertragen, am Sonntag im Umfang von etwa einer Stunde Übertragung. Daneben übertrug die FEI das Turnier kostenpflichtig. Das niederländische Fernsehen bot am Donnerstag, Samstag und teilweise am Sonntag einen frei empfangbaren IPTV-Livestream.

## Wettbewerbe

### Allgemeines
Wie bereits in den Jahren 1991, 1993, 2007 und 2009 wurden auch 2011 bei den Dressur-Europameisterschaften neun Medaillen vergeben. Diese wurden bei der Mannschaftswertung (dem Grand Prix de Dressage) für die Länderteams sowie in der Einzelwertung getrennt für den Grand Prix Spécial und die Grand Prix Kür vergeben.
Die Teilnehmeranzahl stellte einen neuen Rekord für Dressur-Europameisterschaften auf: Insgesamt nahmen 64 Reiter in der Europameisterschaftswertung teil, von den teilnehmenden 21 Nationen stellten 16 eine eigene Mannschaft.
Die teilnehmenden Nationen durften jeweils vier Dressurreiter mit jeweils einem Pferd zu den Europameisterschaften entsenden.

### Zeitplan
Die erste Teilprüfung war der Grand Prix de Dressage. Die im Zeitplan zweigeteilte Prüfung fand am Mittwoch und Donnerstag statt.
An dieser Prüfung nahmen alle an den Europameisterschaften teilnehmenden Dressurreiter teil. Jede Mannschaft bestand aus drei oder vier Reitern einer Nation, von denen die drei besten Ergebnisse in die Mannschaftswertung eingingen. Anhand dieser Mannschaftswertung wurden die Mannschaftsmedaillen vergeben.
Die besten 30 Teilnehmer des Grand Prix de Dressage durften an der zweiten Prüfung, dem Grand Prix Spécial, teilnehmen. Anhand des Ergebnisses des Grand Prix Spécial wurden die Einzelmedaillen des Grand Prix Spécial vergeben. Durchführungszeitpunkt der Prüfung war der Samstag. Der Freitag zuvor war als Ruhetag für die an den Europameisterschaften teilnehmenden Pferde vorgesehen.
Die Dressurreiter, die unter die Top 15 der Einzelwertung des Grand Prix Spécial kamen, durften an der Grand Prix Kür teilnehmen. Soweit es aus einer oder mehreren Nationen mehr als drei Reiter unter die Top 15 des Grand Prix Spécial schafften, durfte der jeweils niedrigstplatzierte (vierte) Reiter der jeweiligen Nation nicht an der Grand Prix Kür teilnehmen. Hierfür rückte dann nach der Platzierung des Grand Prix Spécial jeweils ein anderer Reiter nach.
In der Grand Prix Kür, die am Sonntagnachmittag stattfand, wurde dann der zweite Satz Einzelmedaillen bei diesen Europameisterschaften vergeben.

## Ergebnisse

### Mannschaftswertung
Die Goldmedaille bei den Europameisterschaften in Rotterdam ging an eine Mannschaft, die diesen Titel noch nie zuvor gewonnen hatte: Großbritannien. Die britische Mannschaft, die bei den Europameisterschaften 1963 nur aufgrund der nicht ausreichenden Anzahl von Mannschaften nicht Europameister wurde, setzte sich bereits am ersten Tag des Grand Prix in Führung. Den Grundstein hierfür legte die 26-jährige Charlotte Dujardin, die mit ihrem Pferd Valegro 2011 erst ihre erste Saison auf Grand-Prix-Niveau bestritt. Mit einem Ergebnis von 78,830 % setzte sich die Schülerin von Carl Hester damit an die Spitze der Einzelwertung nach dem ersten Tag.
Am zweiten Tag bauten Laura Bechtolsheimer und insbesondere Carl Hester, der sich mit seinem Pferd Uthopia nach beiden Tagen des Grand Prix de Dressage die Führung in der Einzelwertung erritt, das britische Ergebnis deutlich aus.
Auf dem zweiten Rang folgt das deutsche Team mit einem deutlichen Rückstand von rund 12 Prozent. Die niederländische Mannschaft folgt mit nochmals etwa 3,5 Prozent Abstand.
Die Mannschaft Österreichs startete nur mit drei Reitern und schloss die Mannschaftswertung auf Rang acht ab. Die von der Schweiz entsandte Mannschaft fand sich im Endergebnis auf Rang 14.
Die Qualifikation für den Grand Prix Spécial der besten 30 Paare verpasste die gesamte Schweizer Mannschaft (Marcela Krinke Susmelj auf Rang 39, Elisabeth Eversfield-Koch auf Rang 43, Hans Staub auf Rang 44 und Markus Graf auf Rang 51) sowie die Österreicher Peter Gmoser auf dem 33. Rang und Renate Voglsang auf dem 38. Rang.
Insgesamt nahmen 16 Mannschaften an der Wertung teil.
Endergebnis (Stand: 18. August 2011, 18:19 Uhr)
| Platz | Land           | Reiter und Pferde | Prozent                                         |
| ----- | -------------- | --- | ----------------------------------------------- |
| 1     | Großbritannien | Emile Faurie Elmegardens Marquis Charlotte Dujardin Valegro Carl Hester Uthopia Laura Bechtolsheimer Mistral Hojris                | 238,678 % (70,426 %) 78,830 % 82,568 % 77,280 % |
| 2     | Deutschland    | Helen Langehanenberg Damon Hill NRW Christoph Koschel Donnperignon Isabell Werth El Santo NRW Matthias Alexander Rath Totilas      | 226,110 % (71,079 %) 71,444 % 75,213 % 79,453 % |
| 3     | Niederlande    | Sander Marijnissen Moedwill Hans Peter Minderhoud Nadine Edward Gal Sisther de Jeu Adelinde Cornelissen Parzival                   | 222,645 % 70,578 % 70,912 % (70,517 %) 81,155 % |
| 4     | Schweden       | Rose Mathisen Bocelli Cecilia Dorselius Lennox Tinne Vilhelmson Silfvén Favourit Patrik Kittel Scandic                             | 214,437 % 68,024 & (66,763 %) 69,939 % 76,474 % |
| 5     | Spanien        | Beatriz Ferrer-Salat Faberge Claudio Castilla Ruiz Jade de MV Juan Manuel Muñoz Diaz Fuego de Cardenas Jordi Domingo Coll Prestige | 211,580 % 67,842 % (66,900 %) 73,404 % 70,334 % |
| 6     | Dänemark       | Lisbeth Seierskilde Raneur Anne van Olst Clearwater Sune Hansen Romanov Nathalie zu Sayn-Wittgenstein-Berleburg Digby              | 209,985 % 69,970 % 68,632 % (67,660 %) 71,383 % |
| 7     | Finnland       | Terhi Stegars Axis TSF Alexandra Malmström Waterford Emma Kanerva Sini Spirit Mikaela Lindh Más Guapo                              | 206,779 % 68,131 % (59,681 %) 70,198 % 68,450 % |
| 8     | Österreich     | Renate Voglsang Fabriano Peter Gmoser Cointreau Victoria Max-Theurer Augustin OLD                                                  | 206,778 % 66,474 % 67,492 % 72,812 %            |
| :     |                | |                                                 |
| 14    | Schweiz        | Markus Graf Ronaldo II Elisabeth Eversfield-Koch Rokoko N Marcela Krinke Susmelj Smeyers Molberg Hans Staub Warbeau                | 198,921 % (64,696 %) 66,155 % 66,550 % 66,216 % |

### Einzelwertung (Grand Prix Spécial)
Der Grand Prix Spécial war durch etliche Fehler fast aller Favoriten geprägt. Dennoch setzte sich die britische Dominanz ergebnismäßig im Spécial fort, wurde jedoch durch den Erfolg von Adelinde Cornelissen getoppt. Die Niederländerin verteidigte mit Parzival ihren Titel aus dem Jahr 2009 – obwohl sie sich Beginn der Galopptour verritten hatte. Charlotte Dujardin belegte im Grand Prix Spécial den sechsten Rang, Carl Hester und Laura Bechtolsheimer erreichten mit ihren Pferden jeweils ein Ergebnis um die 80 Prozent und damit Rang zwei und drei. Unerwartet schwach zeigten sich zum einen Medaillenfavorit Matthias Alexander Rath (dessen Ritt mit Totilas sehr angespannt war, woraus Fehler und Ungenauigkeiten resultierten) als auch sein Mannschaftskollege Christoph Koschel mit Donnperignon. Sie platzierten sich am Ende auf den Rängen vier und zehn, wobei insbesondere bei Rath die Platzierungen der einzelnen Richter deutlich voneinander abwichen (Plätze drei bis acht).
Von der niederländischen Mannschaft schafften es Sander Marijnissen und Edward Gal knapp nicht unter die Gruppe der besten 15 des Grand Prix Spécial, eine Titelverteidigung von Gal in der Grand Prix Kür war somit nicht mehr möglich. Auch Victoria Max-Theurer erreichte die für die Kür nötige Platzierung nicht. Dieses traf ebenfalls auf Christoph Koschel zu, der zwar unter die besten 15 kam, aber als vierter (schlechtestplatzierter) deutscher Reiter ebenfalls nicht startberechtigt war. Für ihn rückte die 16-platzierte Valentina Truppa aus Italien in das Kürstarterfeld nach.
Endstand (Stand: 20. August 2011, 17:51 Uhr)
| Rang | Reiter                  | Pferd          | Prozent  |
| ---- | ----------------------- | -------------- | -------- |
| 1    | Adelinde Cornelissen    | Parzival       | 82,113 % |
| 2    | Carl Hester             | Uthopia        | 81,682 % |
| 3    | Laura Bechtolsheimer    | Mistral Hojris | 79,256 % |
| 4    | Matthias Alexander Rath | Totilas        | 77,039 % |
| 5    | Patrik Kittel           | Scandic        | 76,771 % |
| 6    | Charlotte Dujardin      | Valegro        | 76,548 % |
| 7    | Isabell Werth           | El Santo NRW   | 76,533 % |
| 8    | Helen Langehanenberg    | Damon Hill NRW | 75,283 % |
|      | …                       |                |          |
| 10   | Christoph Koschel       | Donnperignon   | 73,750 % |
|      | …                       |                |          |
| 20   | Victoria Max-Theurer    | Augustin OLD   | 68,899 % |

### Einzelwertung (Grand Prix Kür)
In der Grand Prix Kür setzte Adelinde Cornelissen ihre Erfolgsserie aus dem Grand Prix Spécial fort: mit einer technischen (A-)Note von deutlich über 80 Prozent von allen Richtern und künstlerischen (B-)Noten zwischen 90 und 95 Prozent gewann sie mit Parzival überlegen mit einer Endnote von 88,839 %.
Die Silbermedaille ging wie bereits im Spécial an Carl Hester. Dieser konnte mit Uthopia zwar nicht mehr ganz an die Topleistung aus dem Grand Prix de Dressage anknüpfen – zwei von sieben Richter werteten ihn in der A-Note unter 80 Prozent. In der B-Note wurde er jedoch mehrheitlich um 90 Prozent gewertet, so dass die Endnote 84,179 Prozent betrug.
Seine beste Leistung bei diesen Europameisterschaften konnte Patrik Kittel zeigen. Der Schwede hatte mit Scandic im Grand Prix Spécial am Vortag den fünften Platz belegt und wenige Wochen zuvor die Kür beim CDI 5* Falsterbo gewonnen. Bei der Europameisterschafts-Grand Prix Kür zeigte er erneut eine starke Leistung, die mit 83,429 % belohnt wurde. Knapp dahin findet sich Laura Bechtolsheimer mit 83,018 %.
Matthias Alexander Rath und Totilas zeigten einen Ritt mit weniger Fehlern als im Spécial, dennoch ereilten den eng gerittenen Totilas erneut Fehler in den Einer- und Zweierwechseln, die von den Richtern lediglich mit Noten um 5,0 benotet wurden.
Isabell Werths Pferd El Santo zeigte, wie in den Prüfungen zuvor, erneut deutliche Schwächen in den Piaffen – diese wurden in der Kür mit Wertungsnoten von vier bis sechs bedacht. Für die restlichen Lektionen erhielt Werth jedoch hohe Noten, so dass sie die Prüfung mit 80,536 % auf Rang acht abschloss. Einen Platz dahinter landete Helen Langehanenberg mit Damon Hill.
Endstand (Stand: 21. August 2011, 16:21 Uhr)
| Rang | Reiter                  | Pferd          | Prozent  |
| ---- | ----------------------- | -------------- | -------- |
| 1    | Adelinde Cornelissen    | Parzival       | 88,839 % |
| 2    | Carl Hester             | Uthopia        | 84,179 % |
| 3    | Patrik Kittel           | Scandic        | 83,429 % |
| 4    | Laura Bechtolsheimer    | Mistral Hojris | 83,018 % |
| 5    | Matthias Alexander Rath | Totilas        | 81,696 % |
| 6    | Juan Manuel Muñoz Diaz  | Fuego          | 80,982 % |
| 7    | Isabell Werth           | El Santo NRW   | 80,536 % |
| 8    | Helen Langehanenberg    | Damon Hill NRW | 80,446 % |

## Weiteres
Die Ergebniserfassung und -übertragung erfolgte bei den Europameisterschaften 2011, wie bereits bei den Weltreiterspielen 2010, durch die niederländische Firma Sport Computer Graphics (SCG). Um zu garantieren, dass die Computersysteme funktionieren, startete vor dem Grand Prix und vor dem Grand Prix Spécial jeweils ein Testreiter außerhalb der Wertung (als sogenanntes „Guinea Pig“). Diese Aufgabe übernahm in Rotterdam die international erfolgreiche kanadische Dressurreiterin Ashley Holzer mit ihrem Pferd Popart.
Die Hauptprüfung des hier zeitgleich ausgetragenen internationalen Dressurturniers für Reiter bis 25 Jahre (CDIU25-A), den FEI Grand Prix U25, gewann die deutsche Reiterin Kristina Sprehe mit Desperados.